# William Scherzer
Pour les articles homonymes, voir Scherzer.
William Donald Scherzer est un ingénieur et constructeur de ponts américain né en 1858 à Peru (Illinois) et décédé en 1893 à Chicago. 
Il est l'inventeur du pont basculant/levant roulant. Le premier pont basculant à être construit est le pont de Van Buren Street à Chicago. Il a participé à la construction de pas moins de dix-neuf ponts à bascule et ponts mobile sur la rivière Chicago et la rivière Calumet à Chicago.
Le Pegasus Bridge de Bénouville a été construit d'après son système.
Il a été le concepteur du pont Abou al-Ela (en) au Caire en 1912.

## Liens pour images
- Pont ferroviaire basculant à Sète
- Pont routier basculant à Sète
- Pont à Saint-Nazaire
- Pont à Boston
- Pont du Gabut à La Rochelle
- Port Saint-Louis, Bouches-du-Rhône